# Javor (Kladanj)
Javor es un pueblo ubicado en la municipalidad de Kladanj, en el cantón de Tuzla, Bosnia y Herzegovina.

## Superficie
Posee una superficie de 2,45 kilómetros cuadrados.

## Demografía
Hasta 1991 la población era de 344 habitantes.